# Cappella di San Giacomo (Padova)
La cappella di San Giacomo o di San Felice si trova nella basilica di Sant'Antonio a Padova. Inizialmente era dedicata a san Giacomo, da cui prendeva il nome: nel 1503 vennero quivi traslate le reliquie di papa Felice II e perciò la cappella venne dedicata a lui.

## Storia
Il 12 febbraio 1372, Lombardo della Seta redasse un contratto tra Bonifacio Lupi e Andriolo de Santi per la costruzione di una cappella all'interno della basilica del Santo a Padova. Tale cappella sarebbe sorta sulla preesistente dedicata a san Michele, edificata nel 1292, che si trovava lungo la navata destra, di fronte alla cappella di sant'Antonio, e sarebbe quindi stata dedicata a san Giacomo. Sotto il pavimento furono rinvenute diverse lastre tombali, una delle quali appartenente a Bartolomea degli Scrovegni, che ora si trova sotto la Crocifissione. Bartolomea era sorella di Enrico e moglie di Marsilio II da Carrara: la presenza della sua lastra tombale potrebbe indicare che la cappella appartenesse ai da Carrara o agli Scrovegni.
La scelta di dedicare la cappella a san Giacomo può a prima vista lasciare perplessi: non è infatti eponimo del donatore e una raffigurazione così precisa della vita del santo non si era mai vista. L'unico legame evidente con Bonifacio Lupi è la presenza della regina Lupa, considerata antenata della famiglia. Al tempo, però, esisteva a Padova una confraternita dell'Ordine della Milizia di san Jacopo, molto potente e ricca in Spagna, e non è escluso, quindi, che Bonifacio vi aderisse. La presenza della confraternita sarebbe documentata dall'indulgenza concessa nel 1343 dal vescovo di Padova Ildebrandino Conti, che si trovava in Catalogna, a quanti tra i cittadini padovani avessero aiutato i confratelli della Milizia. Quindi la decorazione dedicata a san Giacomo non sarebbe semplicemente una devozione privata, bensì una celebrazione della confraternita.

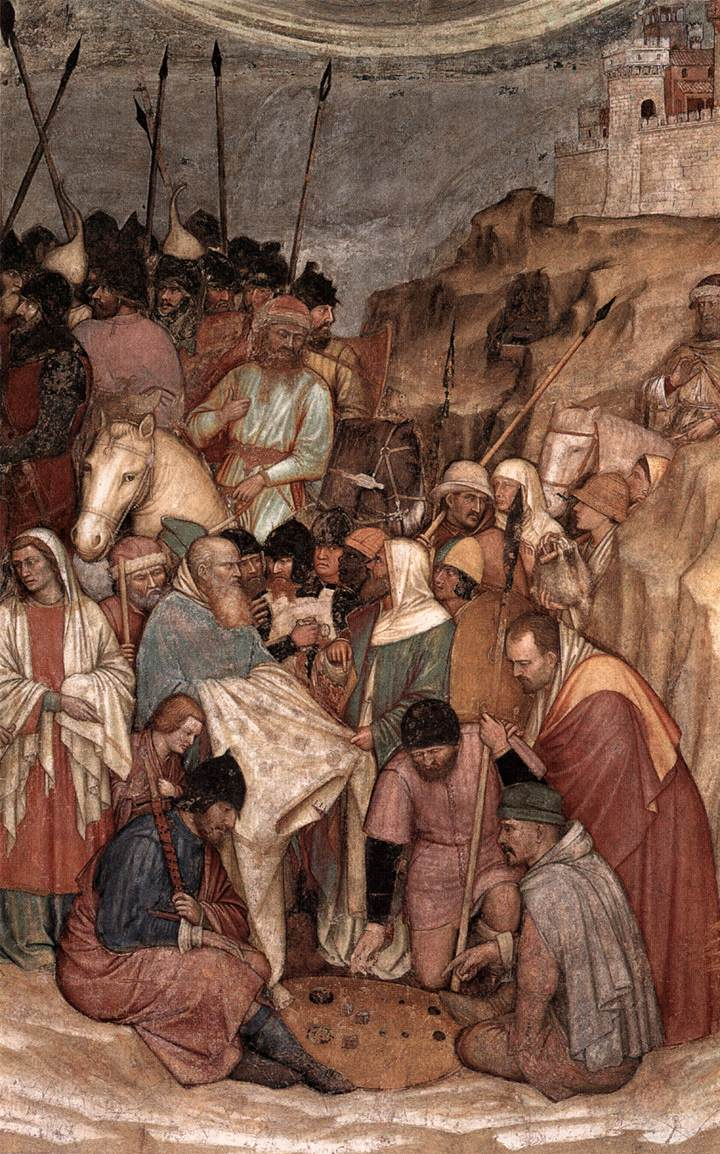
Dettaglio della Crocifissione di Altichiero.

### I documenti
Il contratto del 1372 è precisissimo: descrive dettagliatamente tutti gli elementi strutturali e le decorazioni. La consegna venne prevista per il 1376, quando effettivamente iniziarono i lavori della decorazione pittorica.
I documenti mostrano una serie di personaggi dagli incarichi disparati: Nicoletto che procurava i materiali, Gabriello il fabbro, maestri veneziani per gli scanni, Giovanni de Santi per le arche realizzate dal padre Andriolo, Tommasino da Venezia vetraio, Jacopo “Hencignerato” per i leggii, Francesco il fabbro per i ferri per i ceri, Domenico fratello di Lombardo della Seta a sovrintendere alle spese, con interventi anche di Caterina e Corradino Lupi.
Il primo documento relativo al lavoro di un pittore, non nominato, è del 1377 e attesta il pagamento per cinque store, ovvero stuoie, e per l'abbassamento dell'impalcatura. Già l'anno precedente era stata annotata una spesa per l'abbassamento di parte delle impalcature. Questi documenti fanno ritenere che la parte inferiore sia stata decorata successivamente a quella superiore, per la sovrapposizione degli intonaci, pur di difficile lettura in seguito ai restauri, e che fosse impiegata un'impalcatura a diversi livelli, come testimonierebbero i documenti sugli spostamenti della stessa. Le stuoie sarebbero state acquistate per proteggere il pavimento e non, come da altri asserito, per chiudere l'accesso alla cappella, cosa che avrebbe reso difficile la presa dell'intonaco.
Nel 1379 avvenne il saldo, a nome di Altichiero, per la somma di 792 ducati: questo documento farebbe ritenere, per la somma ingente, che Altichiero fosse il maggiore esecutore degli affreschi, se non addirittura il capocantiere. Lo stesso documento attesta il pagamento di 190 ducati a Rainaldino per le figure dell'altare del Santo e il piedistallo eseguito da un altro artista: "per altro maestro".
La prima notizia di un restauro moderno degli affreschi è del 1659; due anni dopo venne effettuata una pulizia dei marmi. Nel secolo successivo è documentato un altro restauro. Il più recente e approfondito restauro risale al 1999: vengono eliminate aggiunte sette-ottocentesche, impoverendo cinque lunette e la Crocifissione di numerosi dettagli a secco, perduti.

## Architettura
La cappella costituisce “uno dei più eleganti e coerenti esempi di edificio tardogotico in cui architettura e decorazione plastica e pittorica sono unite e fuse con così straordinaria unità, da far pensare a un progetto che prevedesse fin dall'inizio anche gli affreschi”.
La cappella è separata dalla navata da cinque archi acuti, sorretti da colonne rosse con capitelli dorati: la parete rivolta verso la navata è decorata con un motivo a pelte in marmo bianco e rosso. Sopra ogni arco si trova un tabernacolo, dove trovano posto cinque statue di santi: san Martino, san Pietro, san Giacomo, san Paolo e san Giovanni Battista. La struttura a pieni sorretti da vuoti, con il motivo a colori bianco e rosso, richiama l'architettura coeva veneziana.
L'interno è rettangolare, disposto parallelamente alla navata ed è coperto da tre volte a crociera. Sul fondo, cinque archi acuti riprendono quelli dell'ingresso; sulla stessa parete sono collocate le due arche sepolcrali sorrette l'una da leoni, l'altra da lupi, che contengono rispettivamente le spoglie di Guglielmo de Rossi e di Bonifacio Lupi.
L'altare della cappella fu commissionato a Rainaldino di Francia nel 1379: portava cinque statue di marmo bianco, ma venne rimaneggiato una prima volta nel 1503 e ridotto allo stato attuale nel 1962.
Le decorazioni a fresco sono oggi attribuite ad Altichiero e a Jacopo Avanzi.

## Decorazione

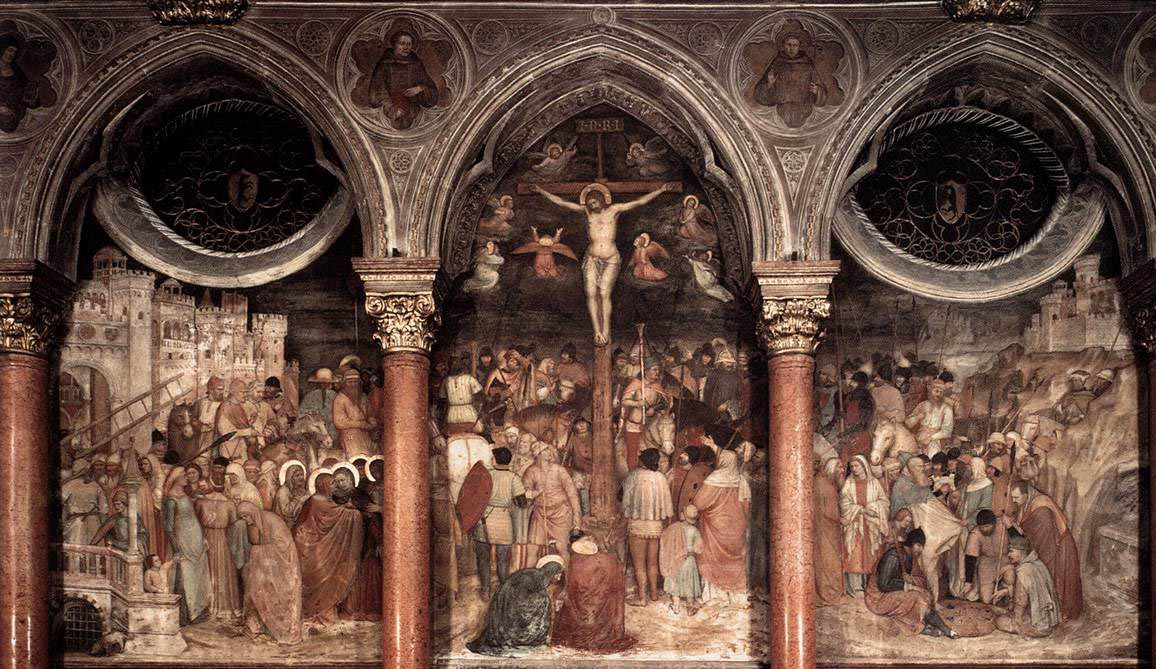
La Crocifissione di Altichiero.

Le tre volte sono dipinte di azzurro, con stelle del firmamento; al centro di ogni vela, in un tondo a fondo oro, sono rappresentati i busti dei Profeti a sinistra, i simboli degli Evangelisti al centro e i Dottori della Chiesa a destra. I due archi traversi che separano le volte portano busti di Profeti e Apostoli all'interno di medaglioni polilobi.
Le pareti sono divise in due fasce: la superiore è costituita da sette lunette e due semilunette, che raffigurano le storie di san Giacomo secondo la Legenda aurea di Jacopo da Varagine. Lungo la fascia inferiore si trovano una storia di san Giacomo legata al culto spagnolo sulla parete a sinistra, una Crocifissione che occupa tutta la parete centrale, affiancata dalle due arche tombali, una Madonna in trono e offerenti sulla parete di destra.
Nei pennacchi degli archi, quattro grandi tondi portano i ritratti di dieci santi; sopra gli stalli sulla parete sinistra, in arcatelle trilobe, sono collocati i busti di nove Santi e Sante; quelli sulla parete destra sono tutti rifacimenti posteriori, come anche gli angeli sullo sguancio della monofora. Sul pilastro a destra stava una figura di san Cristoforo, patrono dei pellegrini, gravemente danneggiata già nel 1857 e sostituita da elementi decorativi.